# 越库配送
越库配送（英语：Cross-docking）是一种将货物从制造商直接运送到终端客户处卸货的配送方式，货物在配送途中很少甚至不用存储，将发往不同目的地的货物进行分类，或者将源自不同产地的货物合并到装载到运输车辆（或者装载到集装箱中）来配送至相同或相近目的地。
越库配送中心則是具有有限存储空间的中转仓库，通常有入站口和出站口两个站台，让卡车进行卸货和装货。
在零担运输行业，越库配送是可将货物从一辆运输车辆直接转移到另一辆运输车辆上，只需要很少或没有仓储。在零售行业中，越库配送可以使用中转区对入库物料进行分类、整合、并直到发货前对其进行存储。

## 历史
1930年代美国卡车运输业开创了越库配送的先例，并且自那以后一直在零担作业中持续使用。美国军方在50年代开始使用越库配送。沃尔玛于80年代后期开始在零售部门使用越库配送。
截至2014年，几乎一半的美国仓库都是越库配送仓库。

## 零售越库配送的优势
- 简化从原产地到销售点的供应链[3]
- 通过减少库存处理来降低劳动力成本[4]
- 通过减少存储时间来减小或消除安全库存，来降低库存持有成本[1]
- 缩短产品到达经销商和客户所需的时间[3]
- 减少或消除仓储成本
- 增加可用的零售货柜
- 降低库存处理风险
- 仓库无需大型区域
- 更容易检查产品质量

## 越库配送的风险
- 供应商数量少[2]
- 供应链更易受干扰[2]
- 可用库存降低[2]
- 需要足够的运输车队来运营
- 需要使用在电脑运行处理的物流系统
- 过多的货运处理可能导致的产品损坏
- 过多的移动和运输所产生的额外人工成本
- 拆分大于托盘数量的货物时，易导致重复交付或丢失货物

## 越库配送的类型
- 满托盘装载操作[5]
- 满箱订单拼合[5]
- 混合越库配送[5]
- 机会型CDL物流[5][6]
- 卡车与铁路运输配货[5]
- 短期储存[5]

## 应用典型
- 中心发散式：货物被运输到中间位置，然后被分类运送到不同的目的地
- 合并式：将各种较小的货物合并为一个较大的货物以节省运输
- 分拨式：大件货物（例如由货运火车装载的货物）被分解成更小的批次以便于交付

零售越库配送示例：沃尔玛使用越库配送能够有效将其物流配送量来转化成其核心战略竞争力。
- 沃尔玛经营着由自己的卡车团队驱动的大规模配送中心的卫星网络
- 沃尔玛的卫星网络将销售点 (POS)可将数据直接发送给多达4,000家供应商。
- 所有收银机都可直接连接到卫星系统，将销售信息发送到沃尔玛的总部和配送中心。

## 影响零售业运用越库配送因素
- 越库配送依赖于供应商、配送中心和所有销售点之间不间断地沟通
- 客户和供应商的地理位置，尤其是当一个企业客户拥有多个分支机构或者配送点时
- 所运输商品的运费
- 库存在途运输成本
- 所装载货物的复杂程度
- 库存处理方法（例如如何搬运，包装等等）
- 供应商和运输公司之间的物流软件的集成程度
- 如何追踪运输中的库存

## 适用于越库配送的产品
- 易腐坏的商品 - 这些商品容易腐坏，如农产品，需要即时运输。其他采用后进先出库存管理方式的产品也可采用越库配送。[7]
- 基本生活用品——像服装等基本生活用品需求量大，储存时间短。涉及这些类型产品的企业可以采用越库配送降低存储成本。
- 促销品——越库配送适用于想要清仓销售电商平台。

## 越库配送仓库设计
越库配送仓库一般设计成细长的矩形。目的是将入站出战口数量最大化，同时使仓库面积最小。Bartholdi, John J 与 Gue, Kevin R (2004) 证明，这种形状非常适合于小于150道门的仓库。对于有150-200道门的仓库，T形更划算。还有，对于拥有超过200道门的仓库，最划算的形状是X型。
1. 1 2  Sehgal, Vivek. . Hoboken, N.J.: Wiley. 2009. ISBN 978-1-119-19834-5. OCLC 428439918.
2. 1 2 3 4  Moody, K. (2019). Labour and the contradictory logic of logistics. Work Organisation, Labour & Globalisation, 13(1), 79-95. doi:10.13169/workorgalaboglob.13.1.0079
3. 1 2  Puckett, Sean M.; Hensher, David A.; Battellino, Helen. . International Journal of Transport Economics / Rivista Internazionale di Economia dei Trasporti. 2006, 33 (3): 313–339  [2023-05-22]. JSTOR 42747807. （原始内容存档于2023-04-20）.
4. ↑  Sehgal, Vivek. . Hoboken, N.J.: Wiley. 2009. ISBN 978-1-119-19834-5. OCLC 428439918.
5. 1 2 3 4 5 6  Ray, Kulwiec.  (PDF). 2004. （原始内容存档 (PDF)于2016-02-07）.
6. ↑  . wiki.mbalib.com.   [2023-05-22]. （原始内容存档于2023-05-24）.
7. ↑  . SIPMM Publications. 2020-10-04  [2023-01-13]. （原始内容存档于2023-03-20） （美国英语）.
8. ↑  Bartholdi, John J.; Gue, Kevin R. . Transportation Science. May 2004, 38 (2): 235–244. doi:10.1287/trsc.1030.0077.